# Caryothraustes canadensis
El picogordo de antifaz, picogrueso verdiamarillo, pepitero, reinamora o piquigrueso verde (Caryothraustes canadensis) es una especie de ave paseriforme de la familia Cardinalidae propia del norte y este de América del Sur. Se encuentra en Brasil, Colombia, Guayana Francesa, Guyana, Panamá, Surinam y Venezuela.

## Hábitat
Vive en el estrato medio y el dosel del bosque húmedo y en plantaciones y huertos maduros adyacentes.

## Descripción
Mide 17 cm de longitud. El plumaje es amarillo intenso con máscara negra y alas y cola verdosas oliváceas.

## Alimentación
Se alimenta de frutos que busca en pareja o en bandas hasta de 20 individuos.